# Go down Moses
Go Down Moses, auch bekannt als When Israel was in Egypt’s land oder Let My People Go, ist ein amerikanisches Spiritual, das Ereignisse des Alten Testaments der Bibel beschreibt, besonders jene Bibelstelle, in der Gott Mose befiehlt, zum Pharao zu gehen und die Freilassung der Israeliten aus der ägyptischen Sklavengefangenschaft zu fordern (Auszug aus Ägypten Ex 3,10 : „[…] Und jetzt geh! Ich sende dich zum Pharao. Führe mein Volk, die Israeliten, aus Ägypten heraus!“). Die wiederkehrende Zeile „Let my people go“ entspricht der mehrfachen Aufforderung Gottes über Mose an den Pharao, das Volk freizugeben (siehe Ex 5,1 ; 7,16 ; 7,26 /Englisch: 8,1 ; 8,16 /Englisch: 8,20 ; 9,1 ; 9,13 ; 10,3  – siebenmal). Im Liedtext repräsentiert Israel die afro-amerikanischen Sklaven und Ägypten und der Pharao die Sklavenherren.
Das Lied erschien in seiner untenstehenden Fassung im Jahre 1872 als Song der Fisk Jubilee Singers der Fisk University in Nashville. In einem Liederbuch von 1861 wird angemerkt, dass es von Sklaven in Virginia gesungen wurde.

## Liedtext
Die Originalfassung lautet:
| Originaltext | Deutsche Übersetzung (nicht singbar) |
| --- | --- |
| 1. When Israel was in Egypt’s land: Let my people go, Oppress’d so hard they could not stand, Let my People go. Go down, Moses, Way down in Egypt land, Tell old Pharaoh, Let my people go. 2. Thus saith the Lord bold Moses said: Let my people go, If not I’ll smite your firstborn dead. Let my People go. Go down, Moses, … 3. No more shall they in bondage toil. Let my people go, Let them come out with Egypt’s spoil! Let my People go. Go down, Moses, … 4. O let us all from bondage flee. Let my people go, And let us all in Christ be free. Let my People go. Go down, Moses, … | 1. Als Israel in Ägypten weilte: Lass mein Volk ziehen! So hart unterdrückt, dass sie es nicht mehr aushielten, lass mein Volk ziehen! Geh hinunter, Mose, Hinunter in Ägypten, Sag dem alten Pharao: Lass mein Volk ziehen! 2. So spricht der Herr, sagte Mose mutig: Lass mein Volk ziehen! Falls nicht, erschlage ich deine Erstgeborenen. Lass mein Volk ziehen! Geh hinunter, Mose, … 3. Sie sollen nicht mehr als Sklaven schuften. Lass mein Volk ziehen! Lass sie mit den Schätzen Ägyptens ausziehen!. Lass mein Volk ziehen! Geh hinunter, Mose, … 4. Oh, lass uns alle vor der Sklaverei fliehen. Lass mein Volk ziehen! Und lass uns alle in Christus frei werden. Lass mein Volk ziehen! Geh hinunter, Mose, … |